# Fuentes de Rubielos

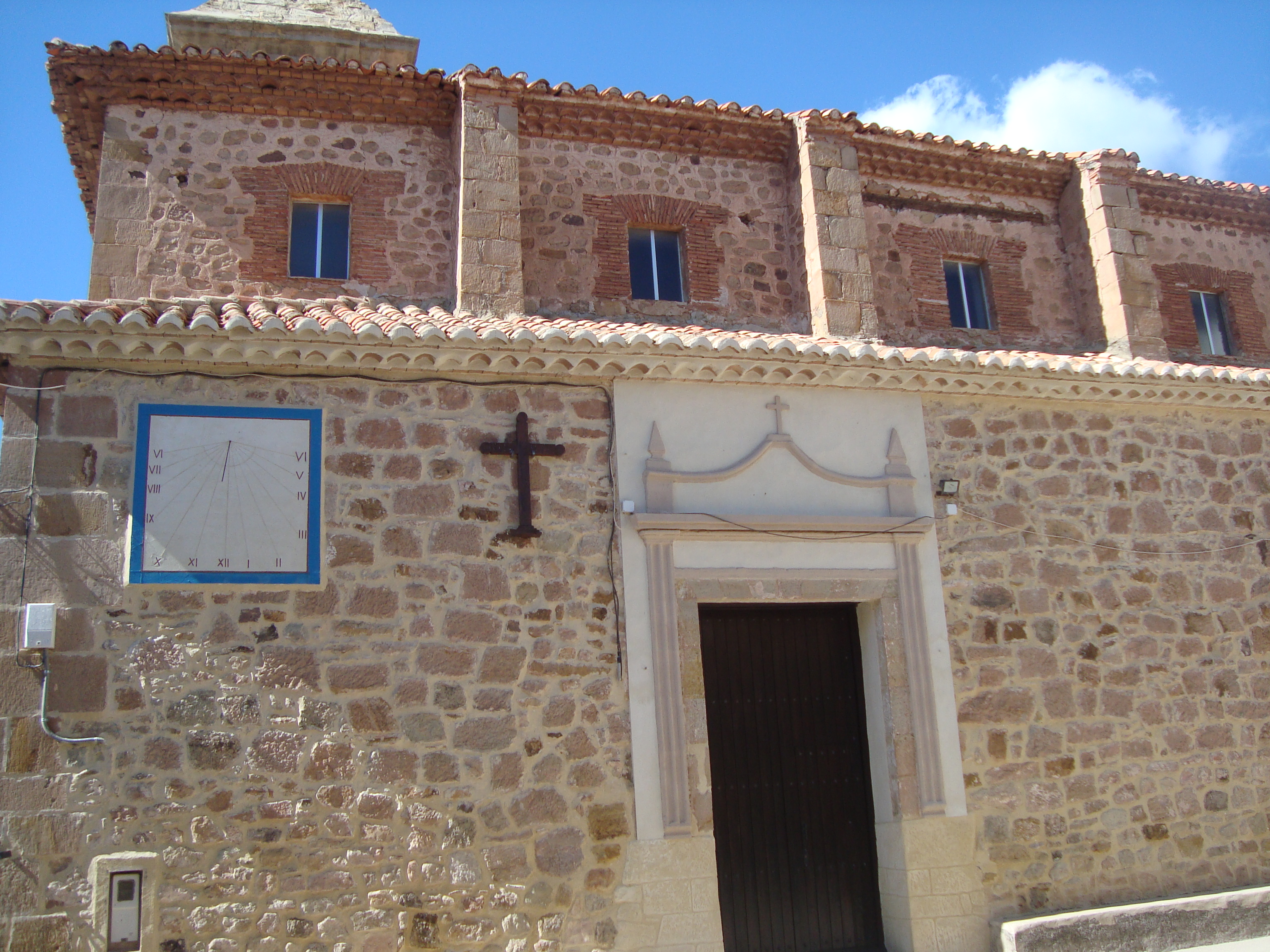
Iglesia de Nuestra Señora de los Ángeles

Fuentes de Rubielos es una localidad y municipio de la comarca Gúdar-Javalambre en la Provincia de Teruel, comunidad de Aragón, España, situado a 962 m de altitud sobre el nivel del mar. Situado cerca de la frontera con la provincia de Castellón, este municipio cuenta con un extenso pinar en sus alrededores. Además posee una fuente llamada "la fuente de los tres caños".

## Demografía
Fuentes de Rubielos cuenta con una población de 156 habitantes (INE 2024).
| Gráfica de evolución demográfica de Fuentes de Rubielos entre 1842 y 2021                                           |
| |
| Población de derecho según los censos de población del INE Población de hecho según los censos de población del INE |

## Administración y política
| Período   | Alcalde                       | Partido     | Partido |
| --------- | ----------------------------- | ----------- | ------- |
| 1979-1983 | Miguel Villanueva Alegre      | Ind.        |         |
| 1983-1987 |                               |             |         |
| 1987-1991 |                               |             |         |
| 1991-1995 |                               |             |         |
| 1995-1999 |                               |             |         |
| 1999-2003 |                               |             |         |
| 2003-2007 |                               |             |         |
| 2007-2011 |                               |             |         |
| 2011-2015 | Ramón Luis Honrubia Ballester | PSOE-Aragón |         |
| 2019-2023 | María Asunción Rosales Alegre | IU          |         |

| Partido político    | Partido político                                   | 2003   | 2007   | 2011   | 2015   | 2019   |
| Partido político    | Partido político                                   | Ediles | Ediles | Ediles | Ediles | Ediles |
|                     | Ganar Fuentes de Rubielos                          | —      | —      | —      | 4      | —      |
|                     | Partido de los Socialistas de Aragón (PSOE-Aragón) | 4      | 1      | 3      | 1      | 2      |
|                     | Izquierda Unida (IU)                               | —      | 4      | 2      | —      | 3      |
|                     | Partido Aragonés (PAR)                             | 1      | —      | 0      | —      | —      |
|                     | Partido Popular de Aragón (PP)                     | —      | 0      | —      | —      | —      |
| Total de concejales | Total de concejales                                | 5      | 5      | 5      | 5      | 5      |